# Meina
Meina is een gemeente in de Italiaanse provincie Novara (regio Piëmont) en telt 2407 inwoners (31-12-2004). De oppervlakte bedraagt 7,8 km², de bevolkingsdichtheid is 309 inwoners per km².
De volgende frazioni maken deel uit van de gemeente: Ghevio,Silvera.

## Demografie
Meina telt ongeveer 1113 huishoudens. Het aantal inwoners steeg in de periode 1991-2001 met 12,1% volgens cijfers uit de tienjaarlijkse volkstellingen van ISTAT.
| Jaar | Inwoneraantal |
| ---- | ------------- |
| 1991 | 2089          |
| 2001 | 2341          |

## Geografie
Meina grenst aan de volgende gemeenten: Angera (VA), Arona, Colazza, Invorio, Lesa, Nebbiuno, Pisano, Ranco (VA).

## Geschiedenis
Tijdens de Tweede Wereldoorlog vond in Meina een bloedbad plaats waarbij 54 joden het slachtoffer werden. Deze gebeurtenis inspireerde tot de film Hotel Meina, geregisseerd in 2007 door Carlo Lizzani.

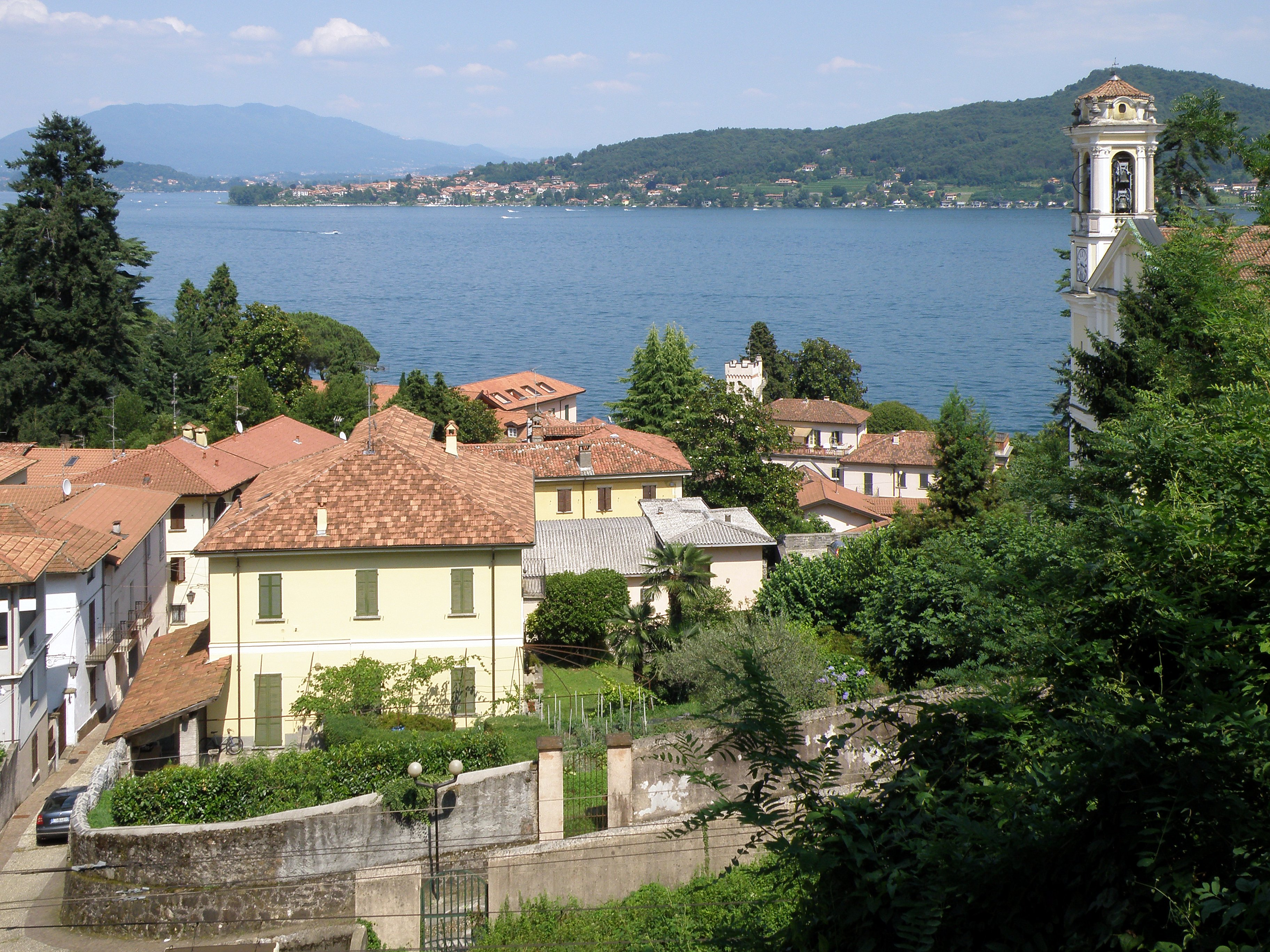
Zicht op Meina met het Lago Maggiore.

Agrate Conturbia · Ameno · Armeno · Arona · Barengo · Bellinzago Novarese · Biandrate · Boca · Bogogno · Bolzano Novarese · Borgo Ticino · Borgolavezzaro · Borgomanero · Briga Novarese · Briona · Caltignaga · Cameri · Carpignano Sesia · Casalbeltrame · Casaleggio Novara · Casalino · Casalvolone · Castellazzo Novarese · Castelletto sopra Ticino · Cavaglietto · Cavaglio d'Agogna · Cavallirio · Cerano · Colazza · Comignago · Cressa · Cureggio · Divignano · Dormelletto · Fara Novarese · Fontaneto d'Agogna · Galliate · Garbagna Novarese · Gargallo · Gattico · Ghemme · Gozzano · Granozzo con Monticello · Grignasco · Invorio · Landiona · Lesa · Maggiora · Mandello Vitta · Marano Ticino · Massino Visconti · Meina · Mezzomerico · Miasino · Momo · Nebbiuno · Nibbiola · Novara · Oleggio · Oleggio Castello · Orta San Giulio · Paruzzaro · Pella · Pettenasco · Pisano · Pogno · Pombia · Prato Sesia · Recetto · Romagnano Sesia · Romentino · San Maurizio d'Opaglio · San Nazzaro Sesia · San Pietro Mosezzo · Sillavengo · Sizzano · Soriso · Sozzago · Suno · Terdobbiate · Tornaco · Trecate · Vaprio d'Agogna · Varallo Pombia · Veruno · Vespolate · Vicolungo · Vinzaglio
1. ↑  https://demo.istat.it/?l=it.